# Neudorf im Weinviertel
Neudorf im Weinviertel (do roku 2019 Neudorf bei Staatz) je městys v okrese Mistelbach v Dolních Rakousích. Žije zde přibližně 1 400 obyvatel.

## Geografie
Neudorf im Weinviertel leží v pahorkovité krajině severovýchodní (vinné čtvrti) Weinviertel v Dolních Rakousích asi osm kilometrů východně od Laa an der Thaya a 6 kilometrů severně od Staatz (Stožec). Plocha městyse je 40,13 kilometrů čtverečních a 17,16 % plochy je zalesněno.

### Členění obce
Městys sestává ze čtyř katastrálních území:
- Kirchstetten
- Neudorf im Weinviertel
- Rothenseehof
- Zlabern

## Politika
Starostou městyse je Karl Krückl.
Po obecních volbách v roce 2005 bylo 19 křesel v obecním zastupitelstvu rozděleno takto: (ÖVP) 11 a (SPÖ) 8.

## Kultura a pamětihodnosti
- Zámek Kirchstetten

## Hospodářství a infrastruktura
Nezemědělských pracovišť bylo v roce 2001 33, zemědělských a lesnických pracovišť bylo roku 1999 93. Počet výdělečně činného obyvatelstva v místě bydliště v roce 2001 bylo 622, tj. 46,84 %.
Neudorf im Weinviertel je znám výrobou solární energie.

## Obyvatelstvo

### Vývoj počtu obyvatel
V roce 1971 zde žilo 1524 obyvatel, 1981 1402, 1991 měl městys 1286 obyvatel, při sčítání lidu roku 2001 bylo tu 1345 a ke dni 1. dubna 2009 zde žije celkem 1424 obyvatel

### Významní rodáci
- Godfried Marschall (1840-1911) – generální vikář a světící biskup arcidiecéze vídeňské.